# Корбе, Лев Сергеевич
Лев Сергеевич Корбе (1894—1915) — хорунжий 2-го Лабинского казачьего полка, герой Первой мировой войны.
Сын члена совета Дворянского земельного банка, действительного статского советника Сергея Константиновича Корбе (1867—1926). Младший брат Николай — также георгиевский кавалер.
По окончании Пажеского корпуса 12 июля 1914 года выпущен был хорунжим в 1-й Лабинский полк Кубанского казачьего войска. С началом Первой мировой войны был переведен во 2-й Лабинский казачий полк. За боевые отличия награждён орденами Св. Анны 4-й степени с надписью «за храбрость» и Св. Станислава 3-й степени с мечами и бантом. Убит 6 сентября 1915 года. Посмертно удостоен ордена Святого Георгия 4-й степени
За то, что в бою 6 сентября 1915 года у д. Милцей бросился с 30-ю казаками под сильным пулеметным и ружейным огнем в атаку на наступавших на наш фланг немцев, силою в 2 батальона, произвел в рядах их замешательство, задержал наступление и сраженный пулей пал смертью героя.
Был похоронен в станице Гладковской Кубанской области.

## Награды
- Орден Святой Анны 4-й ст. с надписью «за храбрость» (ВП 13.02.1915)
- Орден Святого Станислава 3-й ст. с мечами и бантом (ВП 13.02.1915)
- Орден Святого Георгия 4-й ст. (ВП 17.04.1916)
- Орден Святой Анны 3-й ст. с мечами и бантом (ВП 30.05.1916)